# Pammeces
Pammeces är ett släkte av fjärilar som beskrevs av Philipp Christoph Zeller 1863. Pammeces ingår i familjen gräsmalar, Elachistidae.

## Dottertaxa tillPammeces, i alfabetisk ordning[1]
- Pammeces albivittella Zeller, 1863
- Pammeces citraula Meyrick, 1922
- Pammeces crocoxysta Meyrick, 1922
- Pammeces lithochroma Walsingham, 1897
- Pammeces pallida Walsingham, 1897
- Pammeces phlogophora Walsingham, 1909
- Pammeces problema Walsingham, 1909